# Dalton Eiley
Dalton Eiley (sinh ngày 12 tháng 10 năm 1983) là một hậu vệ bóng đá người Belize hiện tại thi đấu cho Placencia Assassins và đội tuyển quốc gia Belize.